# Ngôn ngữ tại Nga
Ngôn ngữ tại Nga bao gồm rất nhiều ngôn ngữ khác nhau. Có 35 ngôn ngữ khác nhau được coi là ngôn ngữ chính thức ở các khu vực khác nhau của Nga, cùng với tiếng Nga. Có hơn 100 ngôn ngữ thiểu số được nói ở Nga ngày nay.

## Lịch sử
Tiếng Nga là ngôn ngữ chính thức duy nhất của Đế quốc Nga tồn tại cho đến năm 1917. Trong thời kỳ Liên Xô, chính sách đối với các ngôn ngữ của các nhóm dân tộc khác đã dao động trong thực tế. Quốc gia này đã giúp phát triển bảng chữ cái và ngữ pháp cho các ngôn ngữ khác nhau trên cả nước mà trước đây không có dạng viết. Mặc dù mỗi nước cộng hòa cấu thành có ngôn ngữ chính thức riêng, vai trò thống nhất và vị thế vượt trội được dành cho tiếng Nga.
Nga đã mất vị thế trong nhiều nước cộng hòa mới phát sinh sau khi Liên Xô tan rã năm 1991. Tuy nhiên, ở Nga, tình trạng thống trị của ngôn ngữ Nga vẫn tiếp tục. Ngày nay, 97% học sinh trường công lập của Nga chỉ được học hoặc chủ yếu bằng tiếng Nga, mặc dù Nga được tạo thành từ khoảng 80% dân tộc Nga.

## Ngôn ngữ chính thức
Mặc dù tiếng Nga là ngôn ngữ chính thức duy nhất của Liên bang Nga, nhưng có một số ngôn ngữ được công nhận chính thức khác trong các thực thể địa phương khác nhau của Nga – điều 68 của Hiến pháp Nga chỉ cho phép các nước cộng hòa của Nga thiết lập các ngôn ngữ chính thức khác với tiếng Nga. Đây là danh sách các ngôn ngữ được công nhận là chính thức trong hiến pháp của các nước cộng hòa thuộc Nga:
| Ngôn ngữ               | Ngữ tộc, ngữ hệ | Các thực thể liên bang                  | Ghi chú      |
| ---------------------- | --------------- | --------------------------------------- | ------------ |
| Abaza                  | Tây Bắc Kavkaz  | Karachay-Cherkessia                     | [ 4 ]        |
| Adyghe                 | Tây Bắc Kavkaz  | Adygea                                  | [ 5 ]        |
| Altai                  | Turk            | Cộng hòa Altai                          | [ 6 ] [ 7 ]  |
| Bashkir                | Turk            | Bashkortostan                           | [ 8 ]        |
| Buryat                 | Mông Cổ         | Buryatia                                | [ 9 ]        |
| Chechnya               | Đông Bắc Kavkaz | Chechnya                                | [ 10 ]       |
| Chuvash                | Turk            | Chuvashia                               | [ 11 ]       |
| Tatar Krym             | Turk            | Cộng hòa Krym                           | [ 12 ]       |
| Erzya                  | Ural            | Mordovia                                | [ 13 ]       |
| Ingushetiya            | Tây Bắc Kavkaz  | Ingushetiya                             | [ 14 ]       |
| Kabardia               | Tây Bắc Kavkaz  | Kabardino-Balkaria, Karachay-Cherkessia | [ 15 ]       |
| Kalmyk                 | Mông Cổ         | Kalmykia                                | [ 16 ]       |
| Karachay-Balkar        | Turk            | Kabardino-Balkaria, Karachay-Cherkessia | [ 4 ] [ 15 ] |
| Khakassia              | Turk            | Khakassia                               | [ 17 ]       |
| Komi                   | Ural            | Cộng hòa Komi                           | [ 18 ]       |
| Hill Mari, Meadow Mari | Ural            | Mari El                                 | [ 19 ]       |
| Moksha                 | Ural            | Mordovia                                | [ 13 ]       |
| Nogai                  | Turk            | Karachay-Cherkessia, Dagestan           | [ 4 ]        |
| Ossetia                | Ấn-Âu           | Bắc Ossetia-Alania                      | [ 20 ]       |
| Tatar                  | Turk            | Tatarstan                               | [ 21 ]       |
| Tuvan                  | Turk            | Tuva                                    | [ 22 ]       |
| Udmurt                 | Ural            | Udmurtia                                | [ 23 ]       |
| Ukraina                | Ấn-Âu           | Cộng hòa Krym                           | [ 12 ]       |
| Yakut                  | Turk            | Cộng hòa Sakha                          | [ 24 ]       |